# Барсуков, Михаил Васильевич
Михаил Васильевич Барсуков (1911—1969), комиссар милиции 2 ранга (1956), руководитель Главного управления рабоче-крестьянской милиции.

## Биография
В 1930-е годы служил в Порховском районном отделении НКВД СССР. С июля 1949 начальник управления милиции Сочи, оставался в должности до середины 1950-х.
Приказом по МВД СССР генерал-лейтенант Т. Ф. Филиппов был освобождён от должности начальника ГУМ МВД СССР и этим же приказом начальником ГУМ МВД СССР был назначен бывший начальник Управления милиции и заместитель начальника Управления МВД Краснодарского крайисполкома комиссар милиции 3-го ранга М. В. Барсуков. С 4 апреля 1956 по 10 августа 1959 руководил ГУ РКМ (штатная численность — 253 человека), после чего комиссар милиции 2-го ранга М. В. Барсуков был освобождён от должности начальника Главного управления милиции МВД СССР, этим же приказом новым начальником ГУМ МВД СССР был назначен бывший начальник УВД Мособлисполкома генерал внутренней службы 3-го ранга Г. И. Калинин.
Выступил с инициативой объединить следственный аппарат с передачей функций следствия по уголовным делам единственному ведомству, то-есть создать самостоятельную структуру. Стоит учесть, что так же была поставлена задача деятелям науки написать труды по данному вопросу, где отразить необходимость данной реформы.

## Звания
- полковник;
- комиссар милиции 3-го ранга;
- комиссар милиции 2-го ранга.

## Награды
- орден Красного Знамени[источник не указан 2502 дня]
- орден Красной Звезды[источник не указан 2502 дня]
- орден «Знак Почёта»[источник не указан 2502 дня]